# 栃木県道215号佐野停車場線

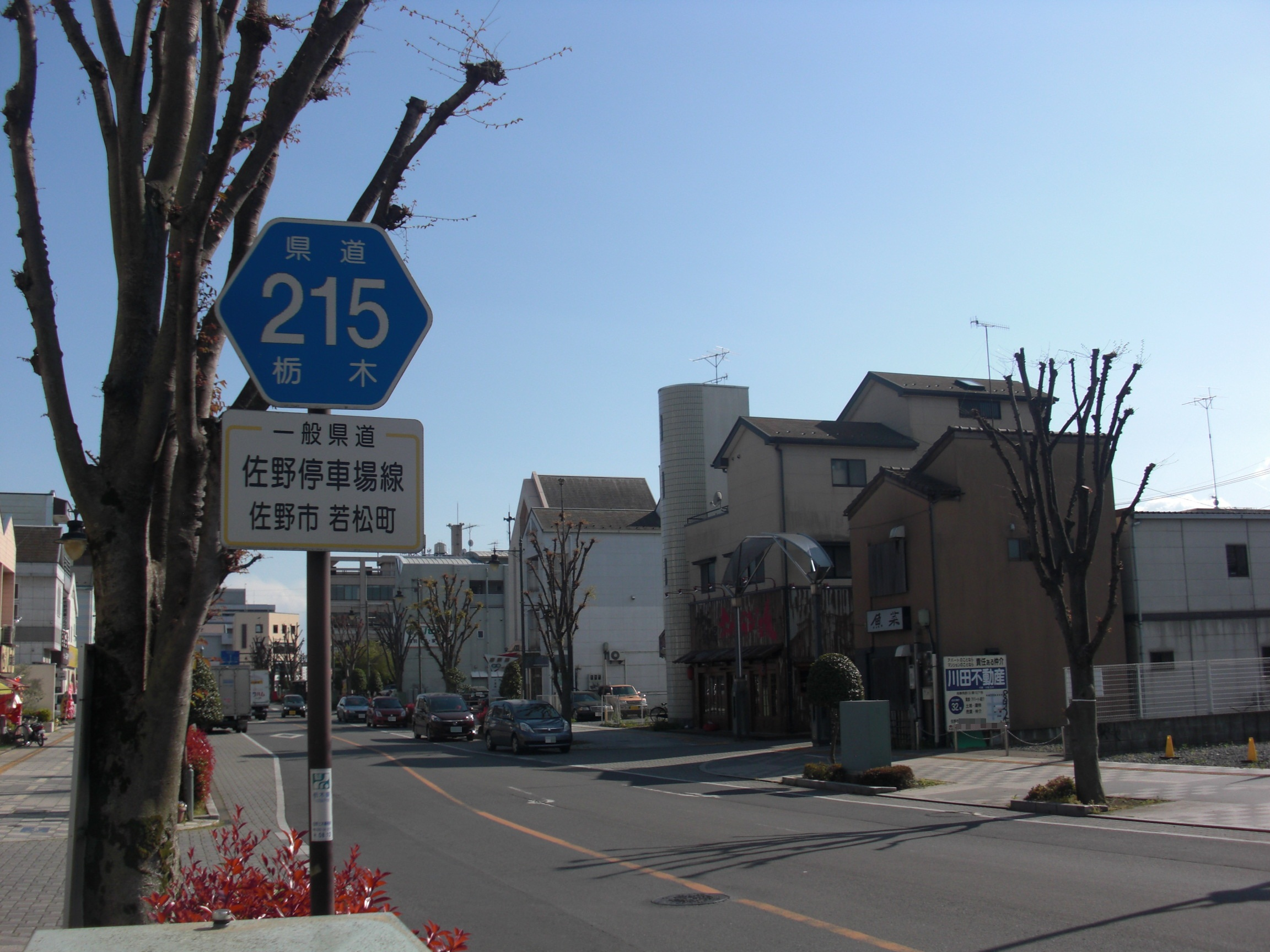
県道番号標識
（起点側、2011年4月）

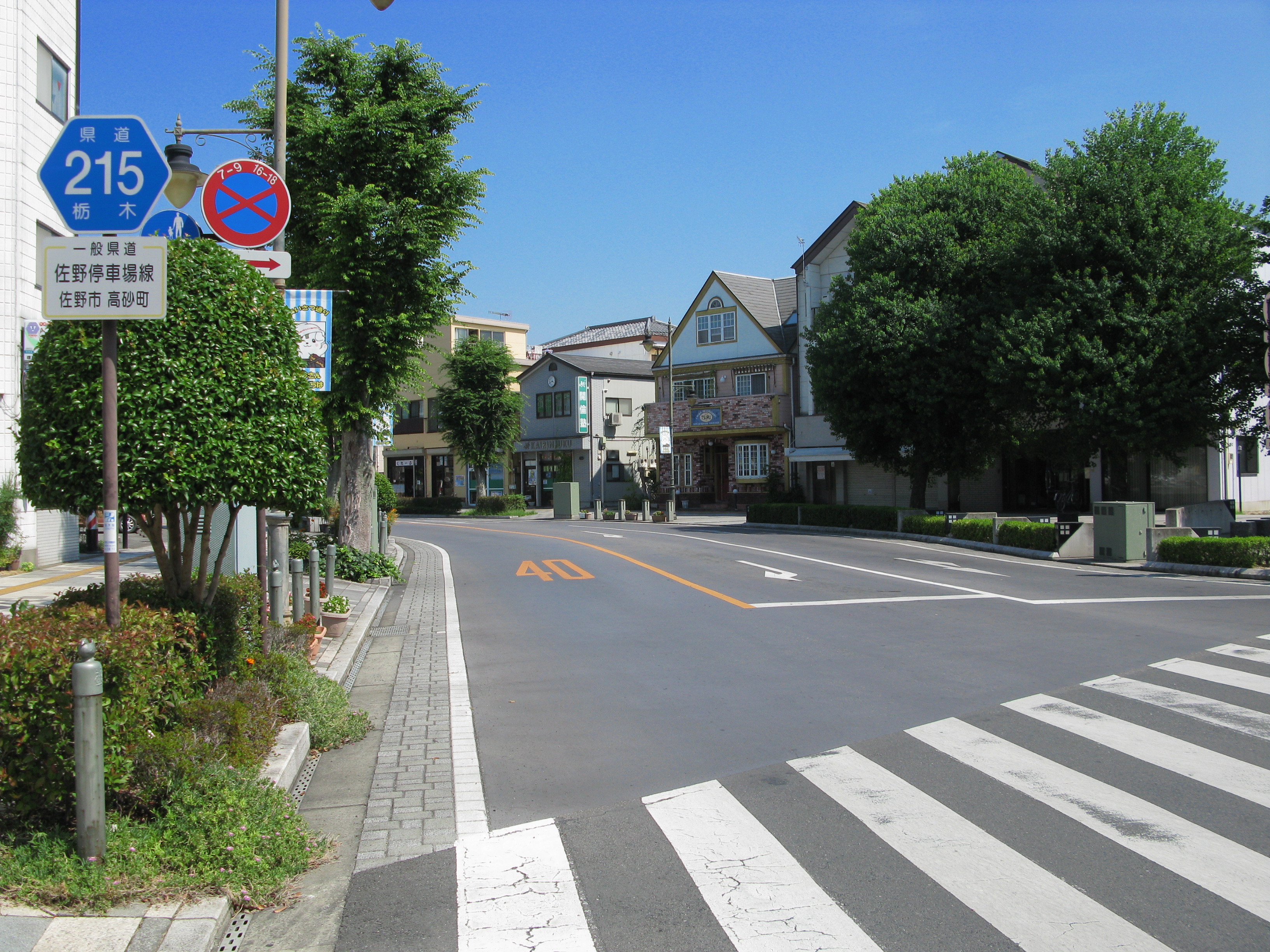
県道番号標識
（終点側、2012年9月）

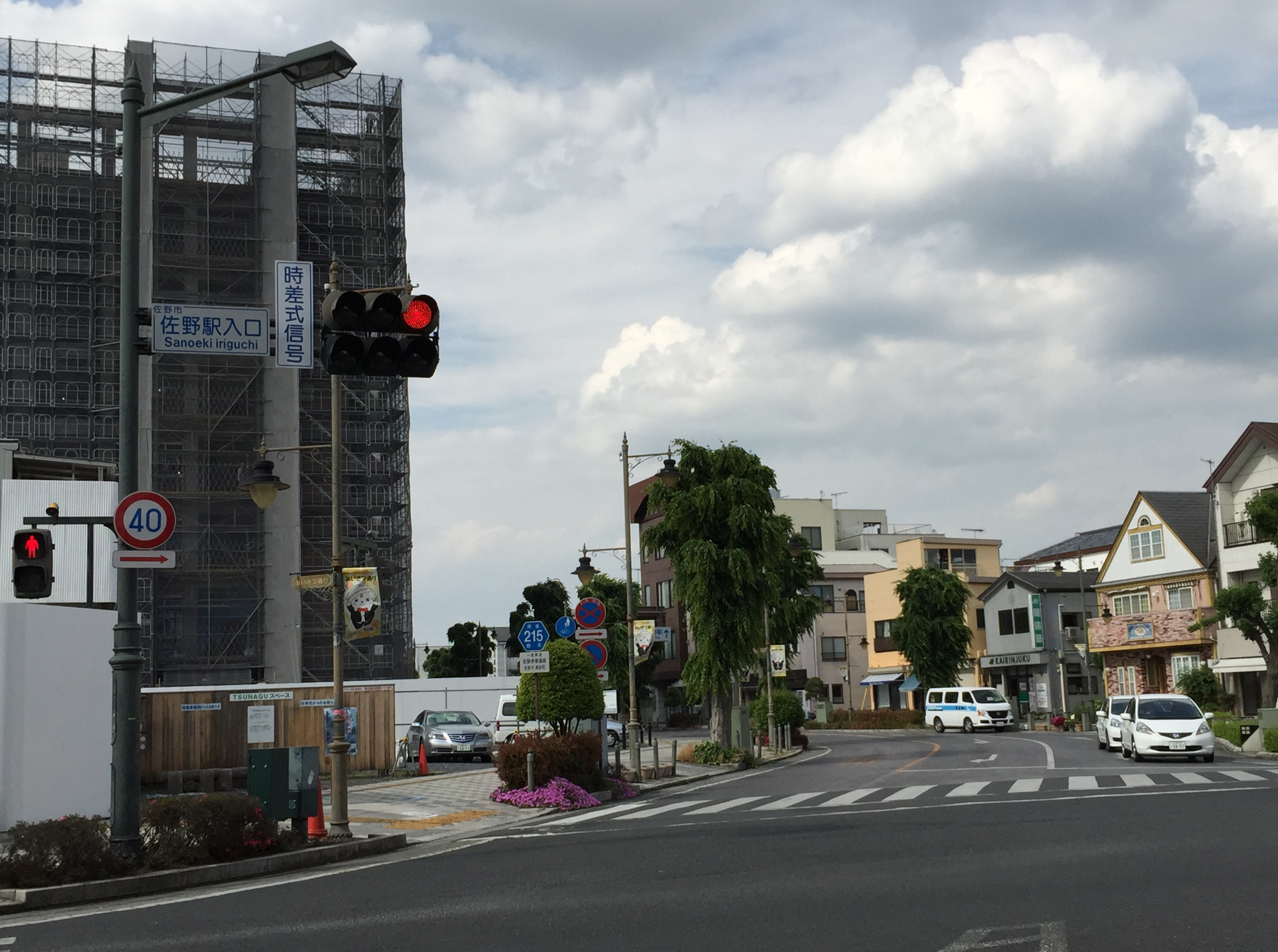
終点・佐野駅入口交差点
（2015年5月現在、沿線にて佐野市新庁舎の建設工事中）

栃木県道215号佐野停車場線（とちぎけんどう215ごう さのていしゃじょうせん）は、栃木県佐野市を通過する一般県道である。

## 概要

### 路線データ
- 総延長 : 0.313km[1]
- 実延長 : 0.313km[1]
- 起点 : 栃木県佐野市若松町（佐野駅南口）
- 終点 : 栃木県佐野市高砂町（佐野駅入口交差点＝栃木県道67号桐生岩舟線交点）

## 歴史
- 1961年（昭和36年）4月1日 - 路線認定
- 2010年（平成22年）4月19日 - 高齢運転者等専用駐車区間制度[注 1]を施行[2]。この県道上に高齢運転者等専用駐車区間として1台の駐車場が設置された[3]。

## 路線状況

### 通称
- 駅前通り
- あいさつ通り

### バス路線
- 関東バス
  - 佐野新都市線 佐野新都市バスターミナル
  - 佐野新都市線 佐野駅
- 佐野市生活路線バスさーのって号
  - 基幹線 佐野新都市バスターミナル
  - 基幹線 葛の里壱番館
  - 名水赤見線 佐野駅

## 地理

### 通過する自治体
- 栃木県
  - 佐野市

### 沿線
- 佐野駅（JR両毛線・東武佐野線）（若松町）
- 佐野駅前交流プラザぱるぽーと（若松町）
- 佐野警察署佐野駅前交番（若松町）
- 佐野市役所（高砂町）[4]
- 佐野未来館（高砂町）
- さのまるの家（高砂町） - 2023年（令和5年）2月末で閉店[5]

## その他
佐野市まちなか活性化推進協議会が策定した「中心市街地活性化基本計画」では、この県道と佐野市道1級1号線を合わせて佐野の中心市街地（まちなか）における「南北シンボル軸」として位置づけられ、利便性と快適性を備えた道路整備、未来志向の景観形成が計画されている。